# 6e Screen Actors Guild Awards
De 6e Screen Actors Guild Awards, waarbij prijzen werden uitgereikt voor uitstekende acteerprestaties in film en televisie voor het jaar 1999, gekozen door de leden van de Screen Actors Guild, vonden plaats op 12 maart 2000 in het Shrine Auditorium in Los Angeles. De prijs voor de volledige carrière werd uitgereikt aan Sidney Poitier.

## Film

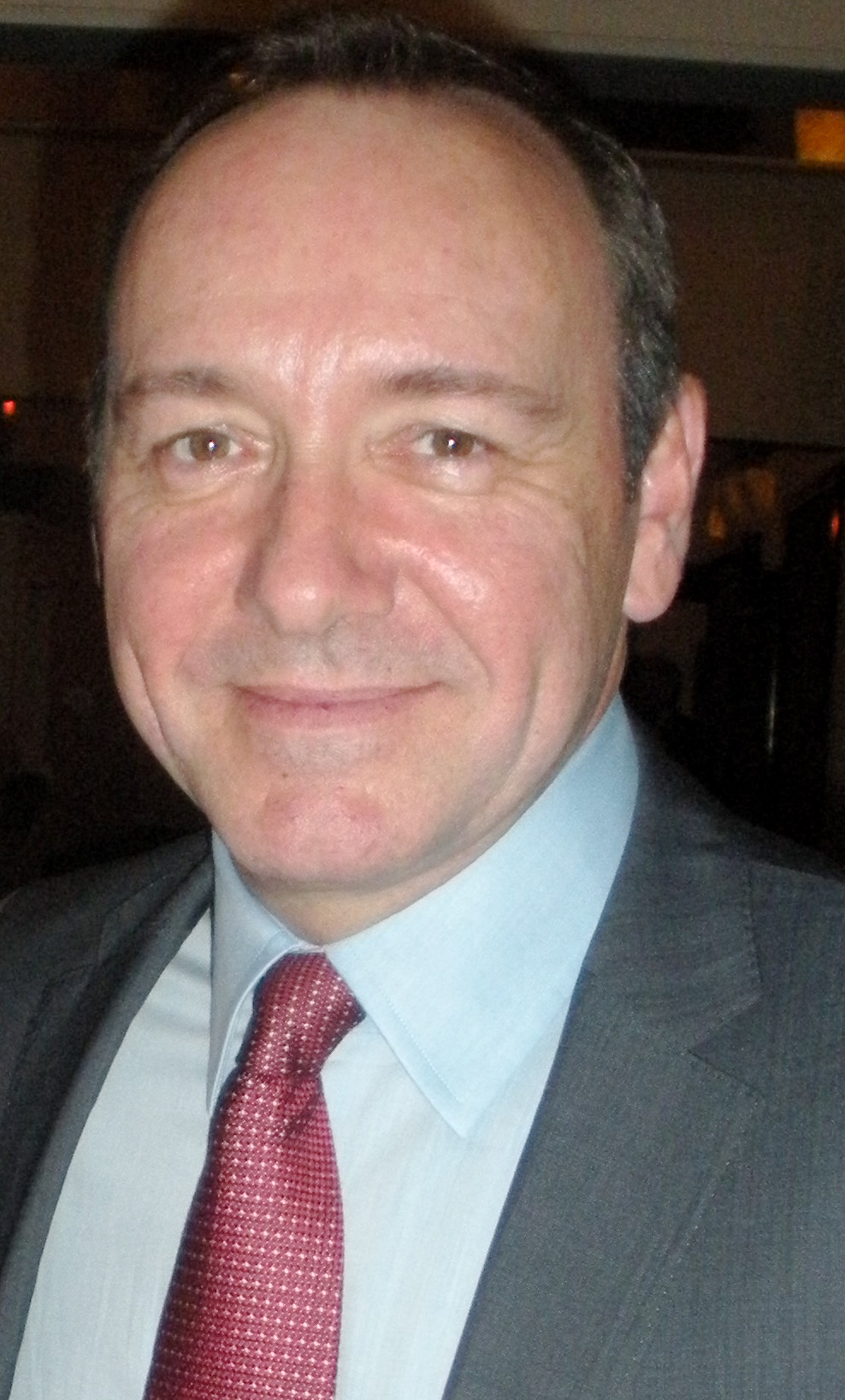
Kevin Spacey (American Beauty), winnaar mannelijke acteur in een hoofdrol

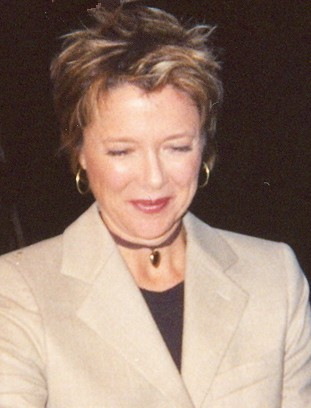
Annette Bening (American Beauty), winnaar vrouwelijke acteur in een hoofdrol

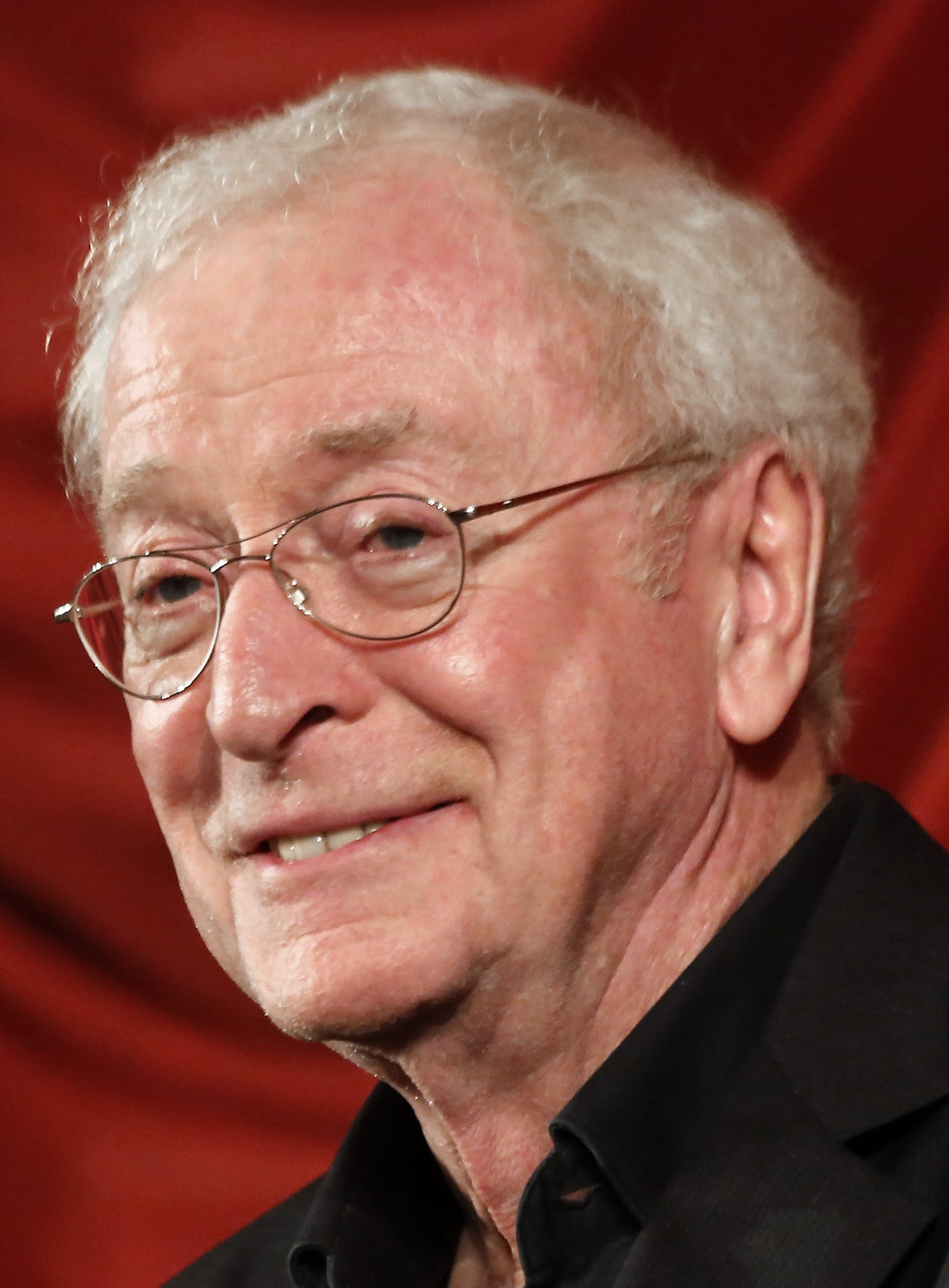
Michael Caine (The Cider House Rules), winnaar mannelijke acteur in een bijrol

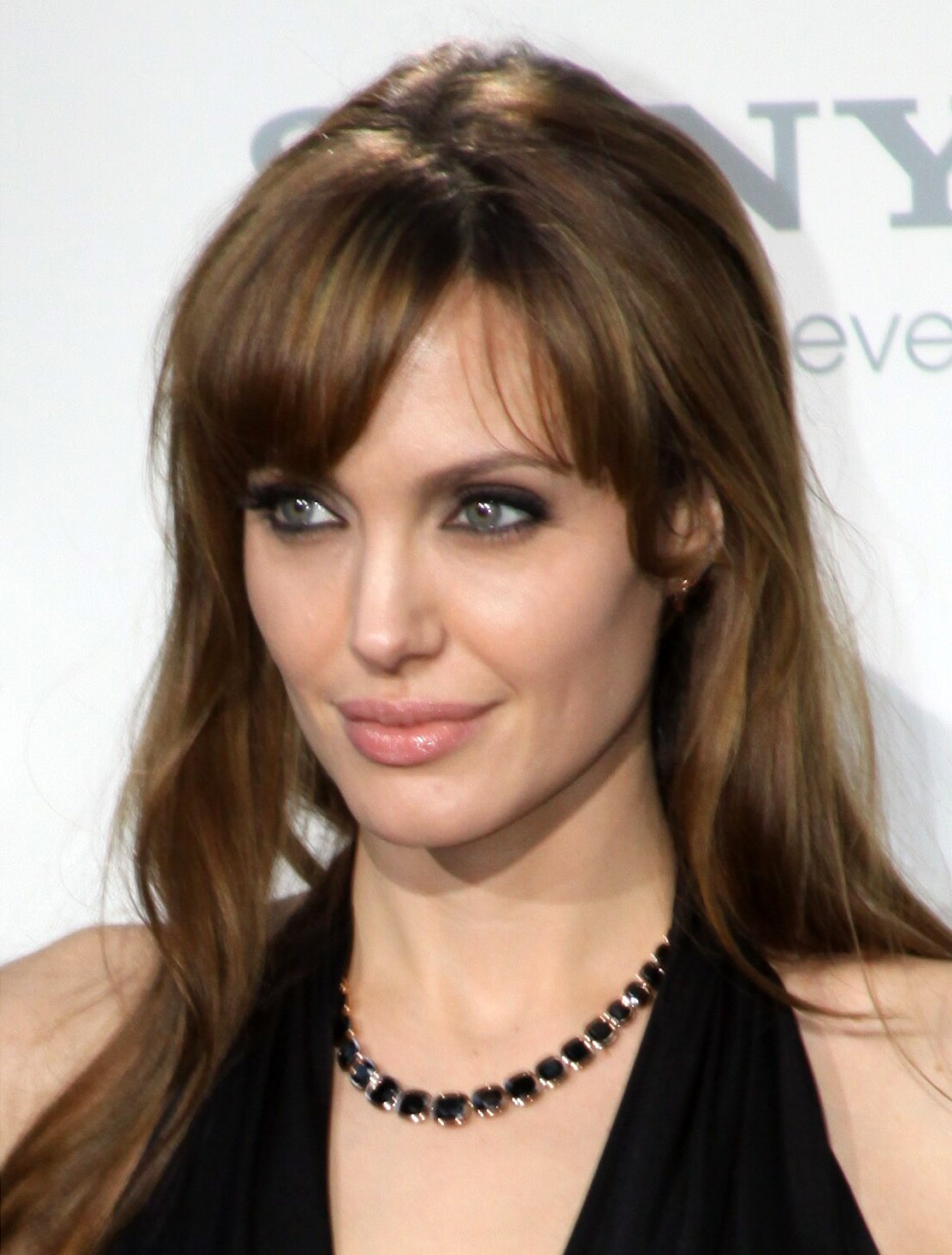
Angelina Jolie (Girl, Interrupted), winnaar vrouwelijke acteur in een bijrol

De winnaars staan bovenaan in vet lettertype.

#### Cast in een film
Outstanding Performance by a Cast in a Motion Picture
- American Beauty
  - Being John Malkovich
  - The Cider House Rules
  - The Green Mile
  - Magnolia

#### Mannelijke acteur in een hoofdrol
Outstanding Performance by a Male Actor in a Leading Role
- Kevin Spacey - American Beauty
  - Jim Carrey - Man on the Moon
  - Russell Crowe - The Insider
  - Philip Seymour Hoffman - Flawless
  - Denzel Washington - The Hurricane

#### Vrouwelijke acteur in een hoofdrol
Outstanding Performance by a Female Actor in a Leading Role
- Annette Bening - American Beauty
  - Janet McTeer - Tumbleweeds
  - Julianne Moore - The End of the Affair
  - Meryl Streep - Music of the Heart
  - Hilary Swank - Boys Don't Cry

#### Mannelijke acteur in een bijrol
Outstanding Performance by a Male Actor in a Supporting Role
- Michael Caine - The Cider House Rules
  - Chris Cooper - American Beauty
  - Tom Cruise - Magnolia
  - Michael Clarke Duncan - The Green Mile
  - Haley Joel Osment - The Sixth Sense

#### Vrouwelijke acteur in een bijrol
Outstanding Performance by a Female Actor in a Supporting Role
- Angelina Jolie - Girl, Interrupted
  - Cameron Diaz - Being John Malkovich
  - Catherine Keener - Being John Malkovich
  - Julianne Moore - Magnolia
  - Chloë Sevigny - Boys Don't Cry

## Televisie

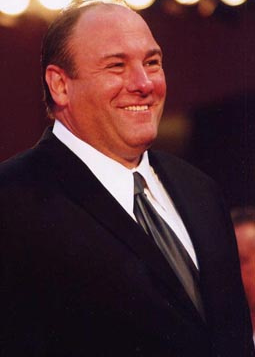
James Gandolfini (The Sopranos), winnaar mannelijke acteur in een dramaserie

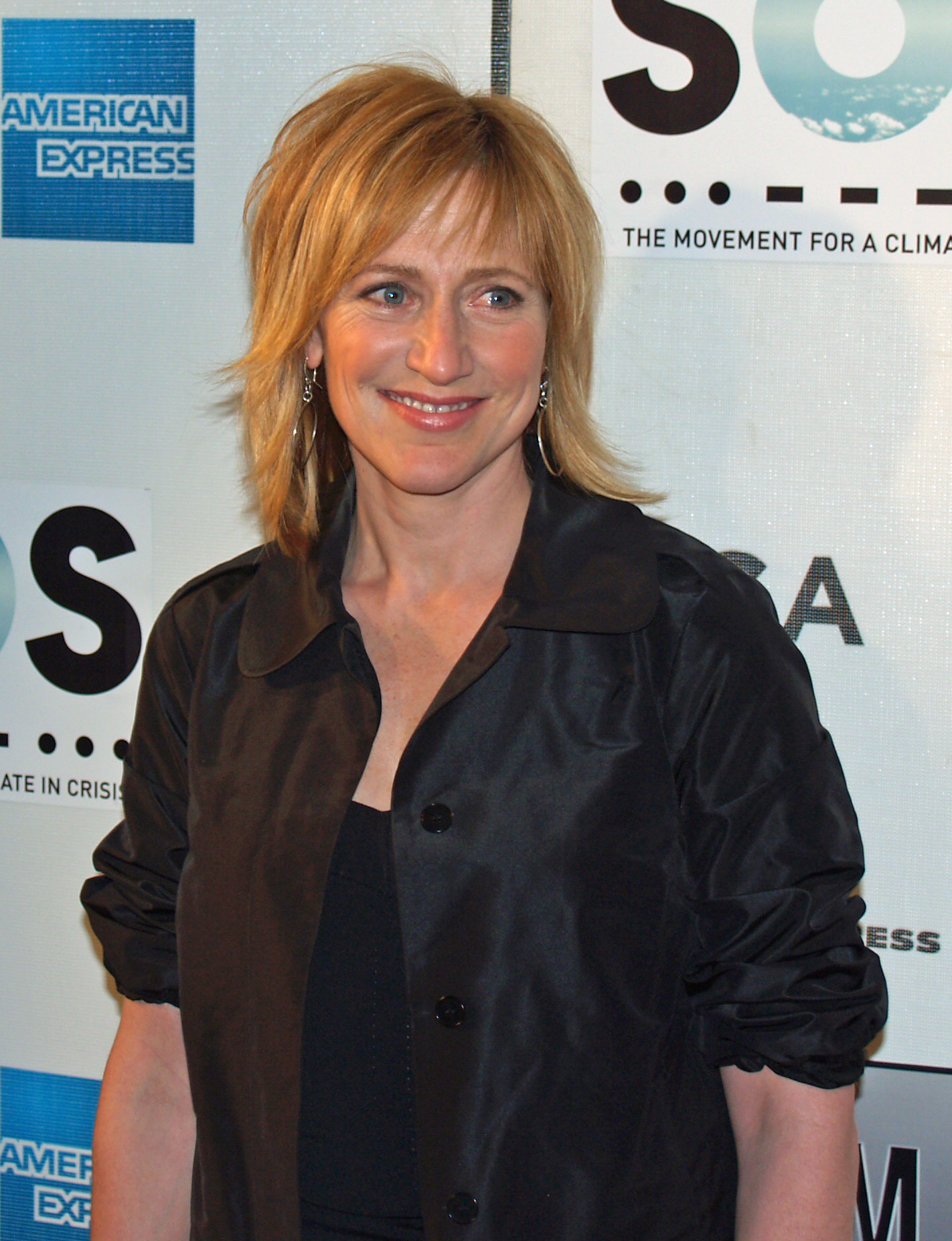
Edie Falco (The Sopranos), winnaar vrouwelijke acteur in een dramaserie

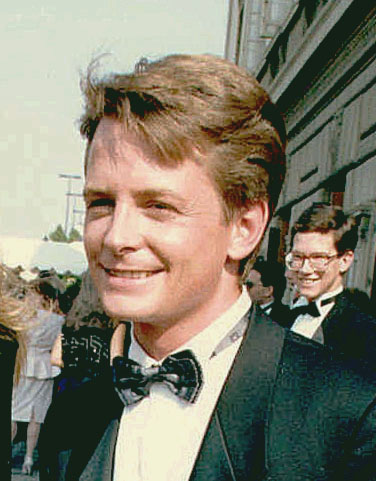
Michael J. Fox (Spin City), winnaar mannelijke acteur in een komedieserie

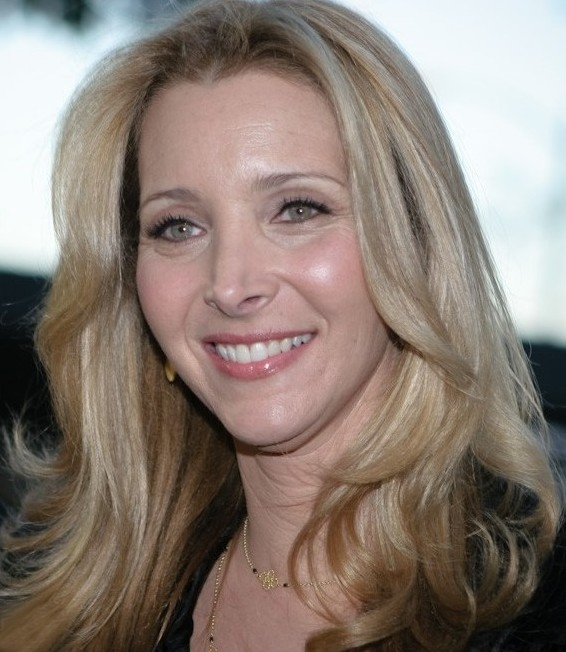
Lisa Kudrow (Friends), winnaar vrouwelijke acteur in een komedieserie

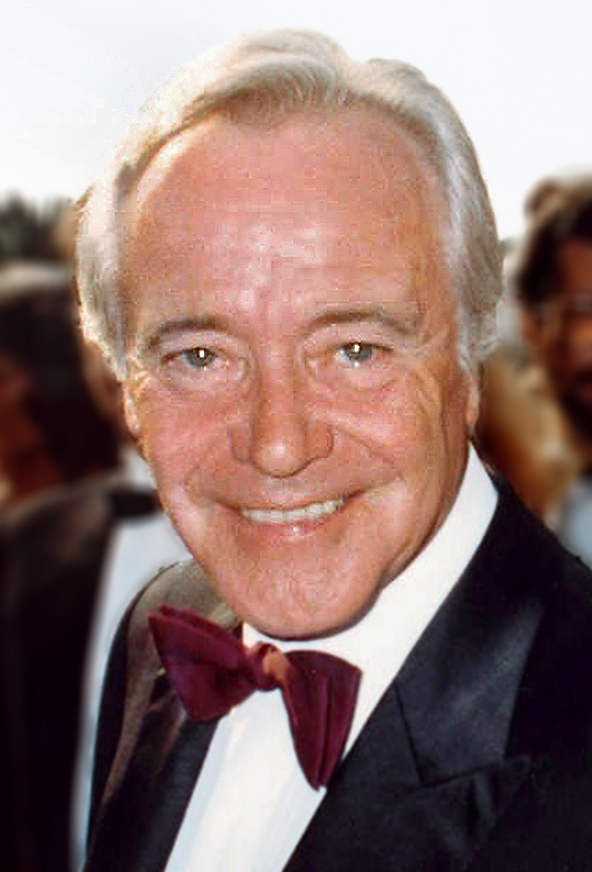
Jack Lemmon (Oprah Winfrey Presents: Tuesdays with Morrie), winnaar mannelijke acteur in een miniserie of televisiefilm

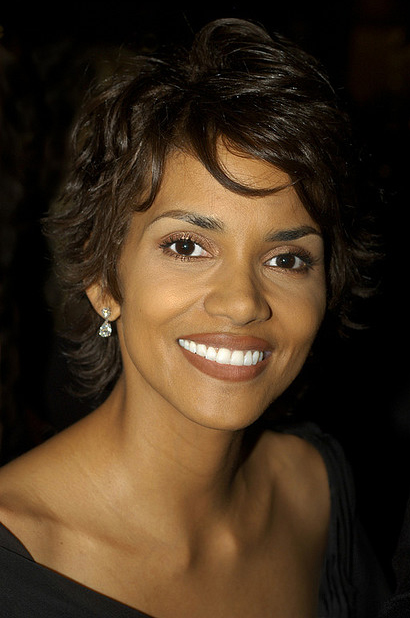
Halle Berry (Introducing Dorothy Dandridge), winnaar vrouwelijke acteur in een miniserie of televisiefilm

De winnaars staan bovenaan in vet lettertype.

#### Ensemble in een dramaserie
Outstanding Performance by an Ensemble in a Drama Series
- The Sopranos
  - ER
  - Law & Order
  - NYPD Blue
  - The Practice

#### Mannelijke acteur in een dramaserie
Outstanding Performance by a Male Actor in a Drama Series
- James Gandolfini - The Sopranos
  - David Duchovny - The X-Files
  - Dennis Franz - NYPD Blue
  - Rick Schroder - NYPD Blue
  - Martin Sheen - The West Wing

#### Vrouwelijke acteur in een dramaserie
Outstanding Performance by a Female Actor in a Drama Series
- Edie Falco - The Sopranos
  - Gillian Anderson - The X-Files
  - Lorraine Bracco - The Sopranos
  - Nancy Marchand - The Sopranos
  - Annie Potts - Any Day Now

#### Ensemble in een komedieserie
Outstanding Performance by an Ensemble in a Comedy Series
- Frasier
  - Ally McBeal
  - Everybody Loves Raymond
  - Friends
  - Sports Night

#### Mannelijke acteur in een komedieserie
Outstanding Performance by a Male Actor in a Comedy Series
- Michael J. Fox - Spin City
  - Kelsey Grammer - Frasier
  - Peter MacNicol - Ally McBeal
  - David Hyde Pierce - Frasier
  - Ray Romano - Everybody Loves Raymond

#### Vrouwelijke acteur in een komedieserie
Outstanding Performance by a Female Actor in a Comedy Series
- Lisa Kudrow - Friends
  - Calista Flockhart - Ally McBeal
  - Lucy Liu - Ally McBeal
  - Sarah Jessica Parker - Sex and the City
  - Tracey Ullman - Tracey Takes On...

#### Mannelijke acteur in een miniserie of televisiefilm
Outstanding Performance by a Male Actor in a Television Movie or Miniseries
- Jack Lemmon - Oprah Winfrey Presents: Tuesdays with Morrie
  - Hank Azaria - Oprah Winfrey Presents: Tuesdays with Morrie
  - Peter Fonda - The Passion of Ayn Rand
  - George C. Scott - Inherit the Wind
  - Patrick Stewart - A Christmas Carol

#### Vrouwelijke acteur in een miniserie of televisiefilm
Outstanding Performance by a Female Actor in a Television Movie or Miniseries
- Halle Berry - Introducing Dorothy Dandridge
  - Kathy Bates - The Wonderful World of Disney Presents: Annie
  - Judy Davis - A Cooler Climate
  - Sally Field - A Cooler Climate
  - Helen Mirren - The Passion of Ayn Rand